# Нагорный, Александр Алексеевич
Александр Алексеевич Нагорный (6 декабря 1947 года, Москва — 16 апреля 2020) — российский политолог и публицист. Почти четверть века заместитель главного редактора газеты «Завтра» (с 1997), заместитель председателя Изборского клуба, вице-президент Ассоциации политических экспертов и консультантов. Кандидат исторических наук, ведущий научный сотрудник Академии народного хозяйства при Правительстве РФ (1993—1996), с 1989 по 1993 год работал в Институте Востоковедения АН СССР.

## Биография
Сын А. П. Нагорного.
Окончил ВИИЯ (1973). В 1973-77 гг. работал в ТАСС. В 1975 году поступил в аспирантуру Института США и Канады АН СССР, в 1978 году защитил кандидатскую диссертацию «Внутриполитические корни политики США в отношении Китая». В дальнейшем работал в том же институте. С 1989 по 1993 год работал в Институте востоковедения Академии наук в японском отделе. В 1993—1996 гг. ведущий научный сотрудник Академии народного хозяйства при Правительстве РФ. В 1980-90-е гг. также преподавал в США, Японии, Южной Корее. С 1997 г. заместитель главного редактора газеты «Завтра», где регулярно публиковался. В 2012 году выступил сооснователем Изборского клуба, с того же времени его постоянный член и исполнительный секретарь, впоследствии заместитель председателя.
Член экспертного совета журнала «ИНТЕЛРОС — Интеллектуальная Россия».
Член Академии философии хозяйства. Публиковался также в журнале «ЕВРАЗИЙСКАЯ ИНТЕГРАЦИЯ: экономика, право, политика».
Известно его, совместно с В. Винниковым мнение, что «перестройка была задумана КГБ для того, чтобы присвоить богатства страны и избавиться от „балласта“ в виде ВПК» (по Ю. В. Латышу).

## Труды
- Нагорный А. Глобальный треугольник: Россия — США — Китай. От разрушения СССР до Евромайдана. Хроники будущего / А. Нагорный, В. Винников. — М., 2015. −352 с.